# Источни Тимор на Летњим олимпијским играма 2024.
Источни Тимор је учествовао на Летњим олимпијским играма 2024. у Паризу . То је био шести узастопни наступ земље на Летњим олимпијским играма.

## Учесници по спортовима
| Спорт    | Мушкарци | Жене | Укупно |
| -------- | -------- | ---- | ------ |
| Атлетика | 1        | 0    | 1      |
| Пливање  | 1        | 1    | 2      |
| Теквондо | 0        | 1    | 1      |
| 3 спорта | 2        | 2    | 4      |